# Weinbergtunnel
Der Weinbergtunnel ist ein etwa 4,8 Kilometer langer Eisenbahntunnel der Schweizerischen Bundesbahnen (SBB) in Zürich in der Schweiz. Er wurde am 12. Juni 2014 von Bundesrätin Doris Leuthard eingeweiht. Der fahrplanmässige Betrieb wurde am 15. Juni 2014 vorerst nur mit S-Bahnen aufgenommen. Die Fernverkehrszüge benützen den Tunnel seit dem Fahrplanwechsel am 13. Dezember 2015, als die beiden Brückenbauwerke zwischen Hauptbahnhof und Altstetten in Betrieb gingen.

## Funktion
Der einröhrige, zweigleisige Tunnel bildet das Herzstück der sogenannten Durchmesserlinie Altstetten–Zürich HB–Oerlikon (DML), die die dritte Eisenbahnstrecke zwischen dem Zürcher Hauptbahnhof und dem Bahnhof Oerlikon bildet. Der als Kopfbahnhof angelegte Hauptbahnhof erhielt damit eine zweite unterirdische Durchmesserlinie, die neben der S-Bahn Zürich auch planmässig von einer Anzahl Fernverkehrszüge befahren wird. Er dient der Kapazitätssteigerung und macht zudem den Richtungswechsel im Kopfbahnhof auf den Verbindungen Wiedikon–Oerlikon (seit Juni 2014) und Altstetten–Oerlikon (ab Ende 2015, mit zwei zusätzlichen Viaduktbauwerken) überflüssig.

## Tunnelverlauf

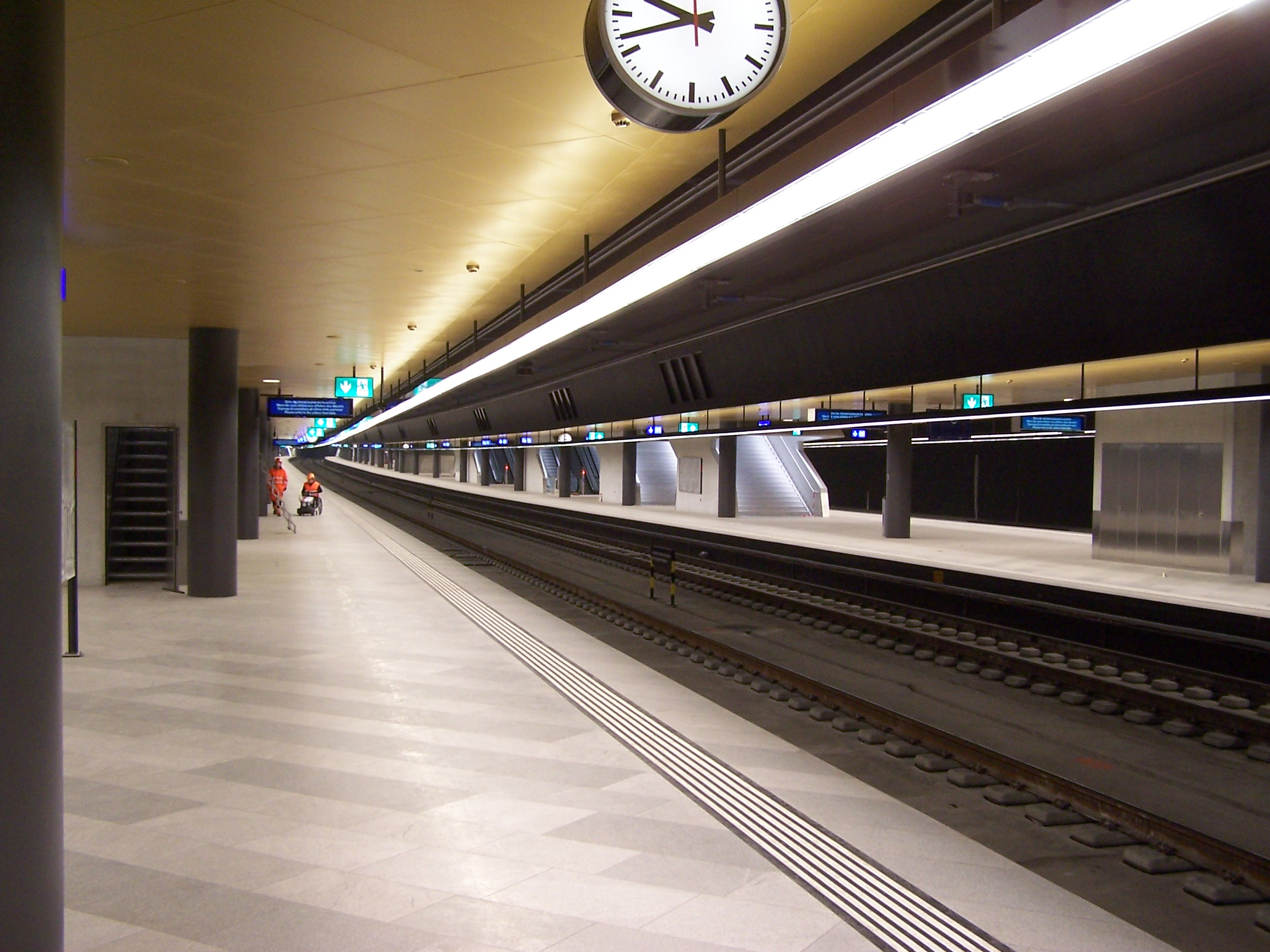
Bahnhof Löwenstrasse (März 2014)

Die Strecke des Weinbergtunnels beginnt im südlichen Gleisvorfeld des Zürcher Hauptbahnhofs, auf Höhe der Unterführung Langstrasse und setzt funktional die vier Gleise aus dem Einschnitt der linksufrigen Seebahn fort, der die S-Bahn-Doppelspur Bahnhof Wiedikon–Hauptbahnhof und die Fernverkehrs-Doppelspur Thalwil–Zimmerberg-Basistunnel–Hauptbahnhof enthält. Eine doppelspurige Rampe führt die Strecke zwischen Langstrasse und Zentralstellwerk in den Untergrund ins eigentliche Tunnelbauwerk, dessen Portal etwa 600 Meter vor den Prellböcken der Gleishalle liegt.

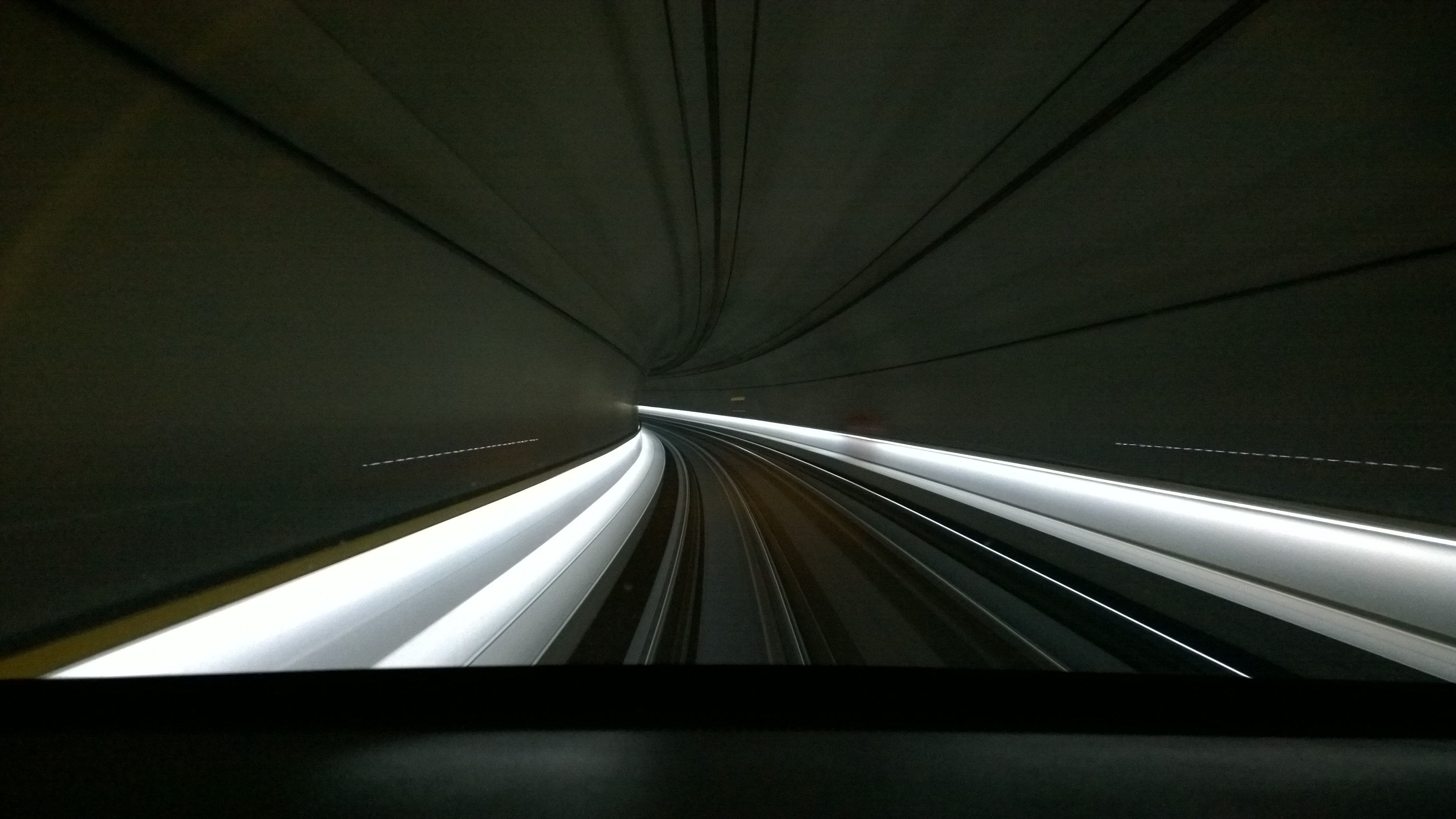
Weinbergtunnel (DML) aus Lokführersicht mit eingeschalteter Notbeleuchtung (2018)

Im Untergrund weitet sich der Weinbergtunnel auf vier Gleise, um den «Bahnhof Löwenstrasse» (Gleise 31–34), rund 16 Meter unter den Gleisen 4 bis 9 der Haupthalle, aufzunehmen. Analog zum parallel nördlich verlaufenden «Bahnhof Museumstrasse» (Gleise 41–44) werden die Sihl, das Gewölbe für den geplanten Autobahn-Stadttunnel und das bestehende ShopVille unterquert. Nach dem Tunnelbahnhof verengt sich der Weinbergtunnel wieder zur Doppelspur und führt weiter abfallend in gerader Linie nach Osten, um die Limmat und den Hirschengrabentunnel zu unterqueren. Nach der Unterquerung des Hochschulquartiers beginnt eine langgezogene 180°-Kurve nach Nordosten und der Anstieg, um die Höhendifferenz zwischen dem Limmattal und dem Glatttal zu überwinden. Dabei werden die Quartiere Fluntern, Oberstrass und Unterstrass unterquert, wo auch der namengebende Weinberg liegt, eine Geländestufe zwischen der Limmat und dem Zürichberg.
Im Gebiet Guggach unter dem Sattel zwischen Zürichberg und Käferberg dreht der Tunnel nach Norden und erreicht den Einschnitt der Wipkingerlinie (HB–Wipkingen–Oerlikon) nahe dem Radiostudio. Im Einschnitt, in den auch die Käferberglinie mündet, entstand ein Entflechtungsbauwerk, wodurch der Weinbergtunnel in zwei einspurigen Röhren mit jeweils einem eigenen Tunnelportal endet. Der Einschnitt wurde von früher vier Streckengleisen auf sechs Streckengleise ausgebaut, wodurch alle drei Doppelspuren je zwei durchgehende Gleise bis in den Bahnhof Oerlikon hinein erhalten haben.

## Geschichte

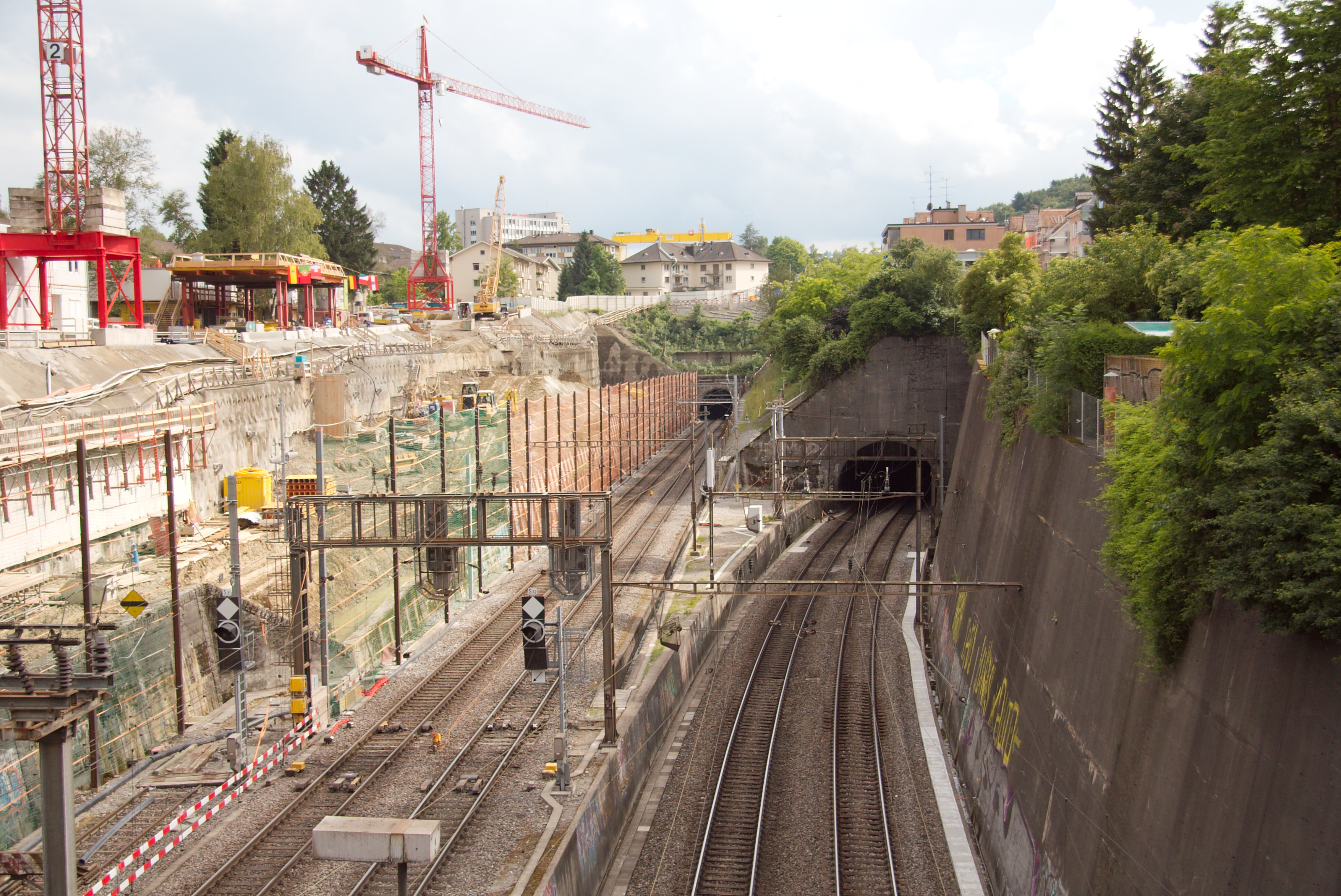
Nordtunnelportal bei Oerlikon im Jahr 2008: Links wird der Weinbergtunnel sein Portal haben, in der Mitte ist der Wipkingertunnel, rechts der Käferbergtunnel

Im Rahmen der Planung der S-Bahn Zürich in den 1970er-/1980er-Jahren tauchte der Weinbergtunnel bereits als eine mögliche Variante für die S-Bahn-Stammstrecke auf. Bei der Evaluation der Varianten entschied sich der Kanton Zürich als Besteller der Regionalverkehrs letztendlich für die Variante Hirschengrabentunnel–Zürichbergtunnel. Im Rahmen des auf den Fernverkehr ausgelegten Projekts Bahn 2000 wurde der Weinbergtunnel wieder seitens der Schweizerischen Bundesbahnen (SBB) zu einem Thema, um die hohe Belastung des Eisenbahnknotens Zürich etwas zu verringern. Durch die massiven Kürzungen in diesem Projekt war der Tunnel erneut vom Tisch. Der unerwartete Erfolg der 1990 in Betrieb genommenen S-Bahn Zürich, der daraufhin notwendige Angebotsausbau und die dadurch entstehenden Kapazitätsengpässe führten Ende der 1990er-Jahre zu einer neuen Studie des Zürcher Verkehrsverbunds (ZVV), die auch die alten Planungen wieder einbezog. Im Dialog mit den SBB verständigte man sich auf die Variante «Weinbergtunnel», die auch dem Fernverkehr zugutekommt und daher vom Bund mitfinanziert werden muss.
Nachdem man sich auf den Kostenteiler von 60 % seitens der SBB und 40 % seitens des ZVV respektive des Kantons einigte, wurde der kantonale Anteil von 580 Millionen CHF an dem Gesamtprojekt DML im September 2001 den Stimmbürgern des Kantons Zürich vorgelegt und mit 82 % der Stimmen bewilligt.
Die Baubewilligung für den Weinbergtunnel wurde als Teil der DML am 22. Dezember 2006 durch das Bundesamt für Verkehr (BAV) erteilt. Aus dem Infrastrukturfonds wird der Bund 400 Millionen CHF an das Projekt beisteuern, rund 200 Millionen CHF sollen über das Projekt ZEB (Teilpunkt Anpassung Bahnhof Oerlikon) finanziert werden.
Der Weinbergtunnel mit dem «Bahnhof Löwenstrasse» und die Einbindungen in die Bahnstrecken nach Oerlikon und Wiedikon sind planmässig im Juni 2014 fertiggestellt und getestet worden und seit 15. Juni 2014 im fahrplanmässigen Betrieb. Die weiteren Bauten für die Einbindung in den Bahnhof Altstetten gingen nach weiteren eineinhalb Jahren per Fahrplanwechsel im Dezember 2015 in Betrieb.

### Baufortschritt

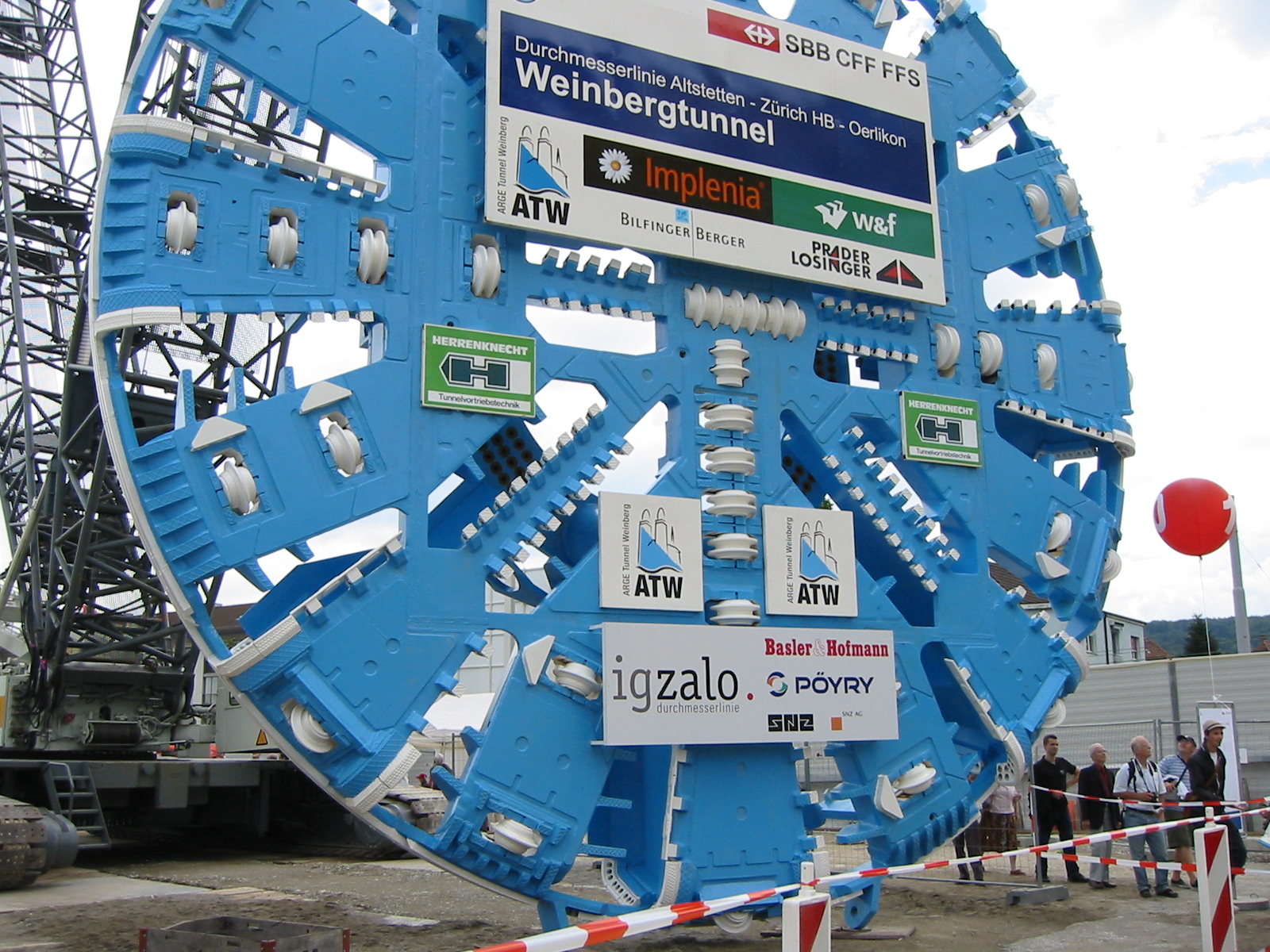
Bohrkopf der Tunnelbohrmaschine

Im Januar 2007 wurde mit dem Entfernen der zwei Abstellgeleise im Südwesten des Bahnhofs Oerlikon begonnen, die zuletzt bis in die 80er-Jahre für Pendelzüge der Linie nach Regensdorf genutzt wurden. Mitte 2008 entstand dort eine Entladeanlage für die Anlieferung von Kies per Bahn. Von der alten MFO/BBC/ABB-Anschlussgleisanlage, die über eine Weiche ans heutige Geleis 6 angeschlossen war, ist schon seit den 90er-Jahren nichts mehr zu sehen. Teile dieses Areals werden nach Abschluss der Bauarbeiten für den Ausbau des Bahnhofs Oerlikon auf acht Gleise benötigt. Im Süden des Bahnhofs Oerlikon befinden sich auf beiden Seiten der Geleise Installationsplätze für die Bauarbeiten; auf der Ostseite, wo bis in die 80-Jahre der Güterschuppen stand, wurde im August 2008 die Tunnelbohrmaschine für den Rettungsstollen montiert.

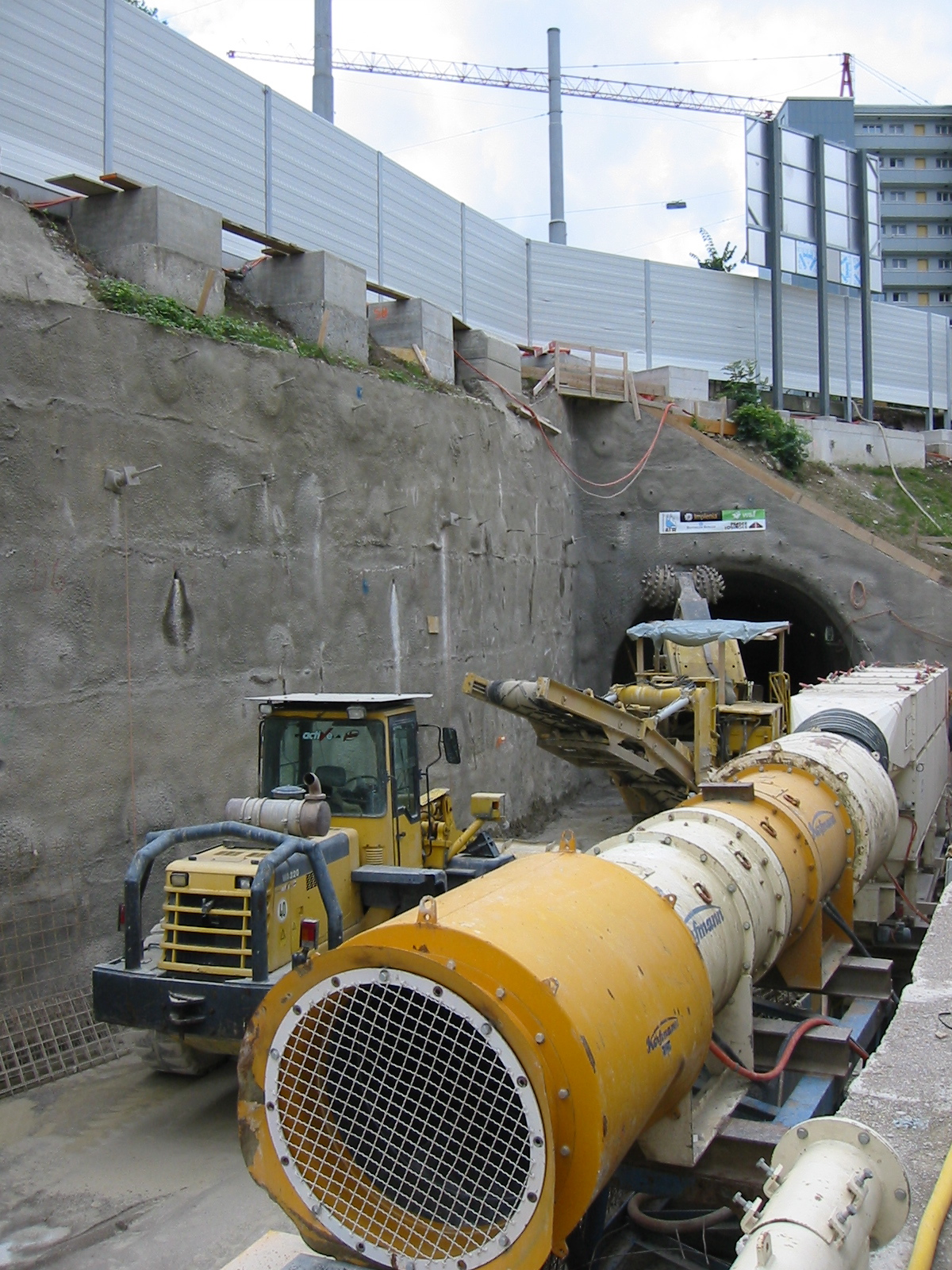
Tunnelportal des zusätzlichen, über die gesamte Länge parallel verlaufenden Rettungsstollens bei Oerlikon, im Bau 2008

Erste Vorbereitungsarbeiten umfassten eine Reihe von nächtlichen Probesprengungen zwischen dem 19. und dem 22. Februar 2007 beim Radiostudio. Dabei wurden die Erschütterungen gemessen, die auf umliegende Gebäude und insbesondere den über 150 Jahre alten Wipkingertunnel einwirken. Als Kuriosum wurde bei Führungen erwähnt, dass die Sprengungen im Radio zu hören sein könnten; deshalb dürfe nur zu Zeiten der Nachrichten, die das Studio Bern produziert, gesprengt werden.
Von September 2007 bis Mitte 2008 wurde ein 38 Meter tiefer Schacht mit 22 Metern Durchmesser abgeteuft. An dessen Fuss, in der Montagekaverne, wurde die Tunnelbohrmaschine zusammengebaut, die den Tunnel Richtung Stadtzentrum auffuhr.
Der Tunneldurchstich erfolgte am 22. November 2010 um 12.21 Uhr im Schacht beim Bahnhofquai unmittelbar vor dem Hauptbahnhof. Am 15. Juni 2014 wurde der S-Bahn-Betrieb im neuen Tunnel aufgenommen.

## Bau des Tunnels
Der Bahntunnel wie auch der Rettungstunnel wurde grösstenteils mit jeweils einer Tunnelbohrmaschine (TBM) erstellt. Der Rettungsstollen konnte von Beginn der Bergstrecke mit einer kleinen Tunnelbohrmaschine von Seite Oerlikon aufgefahren werden. Dies war beim Bahntunnel nicht möglich, da dessen Tunnelmund auf Seite Oerlikon im Einschnitt beim Wipkinger Tunnel zu liegen kommt. Dort gab es Platzprobleme die Tunnelbohrmaschine vor dem zukünftigen Tunnel aufzustellen, da dieser Einschnitt zur selben Zeit auch erweitert werden musste, ohne den Bahnbetrieb erheblich zu beeinträchtigen. Es wäre daher keine zeitgleiche Arbeit möglich gewesen. Deswegen wurde beim Brunnenhof ein Startschacht ausgehoben, welcher allerdings nicht über der Tunnelachse zu liegen kam, sodass die Tunnelbohrmaschine in einer Montagekaverne neben dem Schacht in der Tunnelachse zusammengebaut wurde. Die Strecke vom Tunnelmund zur Montagekaverne wurde während des Abteufens des Startschachtes im konventionellen Vortrieb erstellt. Der Abschnitt mit konventionellem Vortrieb ist 105 Meter lang. Die folgenden 4190 Meter im Molassefels und 245 Meter im Lockergestein wurden mit der Tunnelbohrmaschine ausgebrochen, bis der Schacht beim Südtrakt erreicht war. Die Tunnelbohrmaschine musste unter Tage von Fels- auf Hydroschild-Betrieb umgebaut werden, damit die Lockergesteinschicht durchfahren werden konnte. Die Tunnelbohrmaschine wurde nach dem Bau des Weinbergtunnels nicht als Ganzes weiter verwendet. Nur die wiederverwendbaren Standardteile wie Hydraulikzylinder und Motoren wurden ausgebaut und bei anderen Maschinen weiterverwendet. Von der rund 3000 Tonnen schweren Maschine landeten 1280 Tonnen auf dem Schrottplatz.
Die Tunnelbohrmaschine für den Bahntunnel war 220 Meter lang und der Bohrkopf hatte einen Durchmesser von 11,24 Meter. Die Tunnelbohrmaschine wurde im Zweischicht-Betrieb bedient und war in der Regel 16 Stunden im Einsatz. Die durchschnittliche tägliche Vortriebleistung betrug 18 Meter.
Durch den schon ausgebrochenen Tunnel wurde mit einem Förderband der Aushub bis zum Bahnhof Oerlikon gefördert, wo eine Siloanlage und Verladestation bereitstanden. Im Vollbetrieb fielen während der 16 Stunden bis zu 7000 Tonnen Aushub an. Dieser Aushub wurde mit bis zu sieben Zügen pro Tag nach Wilchingen im Kanton Schaffhausen abgeführt, wo er zur Renaturierung einer Kiesgrube benutzt wurde.

## Rettungskonzept
Während der Bauphase werden das gesamte Baupersonal, Subunternehmer und Besucher mit aktiven RFID-Tags ausgestattet. Diese erlaubten eine genaue Überwachung der Personenzahl innerhalb des Tunnelbereichs in Echtzeit. Die Tags arbeiteten mit einer Reichweite von mehr als 100 Metern. Damit wurden alle Personen im Tunnel erkannt, einschliesslich solcher mit bis zu 25 km/h in den Tunnel einfahrenden Fahrzeugen. Spezielle Portale am Tunneleingang erkannten die Personen, und bei einem Gefahrenfall wären auf einem Feuerwehrleitstand die Zahl und Position der zu evakuierenden Personen angezeigt worden.